# ロッシュフルシャ

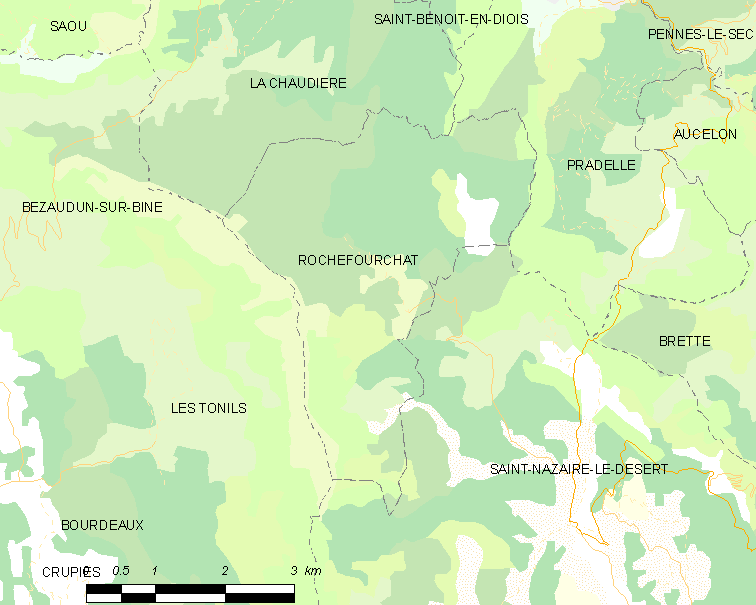
ロッシュフルシャの地図

ロッシュフルシャ（Rochefourchat）は、フランス共和国南東部、オーヴェルニュ＝ローヌ＝アルプ地域圏ドローム県にあるコミューン。コミューンには1軒の家、1つの改装された小屋、古城の廃墟が1城ある。近隣のコミューンはサン＝ナゼール＝ル＝デゼール、レ＝トニル、プラデル、ブレットである。
ロッシュフルシャの人口は2021年時点1人であり、フランスのコミューンで最小である（第一次世界大戦で破壊され無人となった6コミューン(en)を除く）。
2024年3月、隣のJosetteより2人が近々ロッシュフルシャに転入する予定であると報道された。もしロッシュフルシャの人口が3人となった場合、フランス最小のコミューンはムルト＝エ＝モゼル県のLeménil-Mitry（2021年時点の人口は2人）になると予想されている。

## 歴史
1178年、神聖ローマ皇帝に対する要塞として、ディーの司教によってロッシャ・フォルシャ城（Rocha Forcha）が築かれた。1766年に最後の領主レ・ド・ノワンヴィル（Rey de Noinville）が死去するまで、フランス人領主が城を治めた。1796年にフランス人商人のピエール・ジョソー（Pierre Jossaud）が城の周りの土地を買収し、ロッシュフルシャと名付けた。以降、このコミューンはジョソー家に受け継がれていった。

## 政治
人口は1人であるが、9人の議員からなる議会が置かれている。議員は全員ロッシュフルシャの住民ではない。2010年の予算は18,704ユーロであった。村長はパリに住む。

## 人口動態
フランスは愛郷心が強く、コミューンの数は時代を経てもほとんど変化しないため、歴史的な背景をもった数多くの小規模なコミューンが多く残っており、その4分の1は人口2,000人に満たない。中でもロッシュフルシャの人口は、わずか1人である。
人口の出典